# Tatjana Petrowna Larionowa

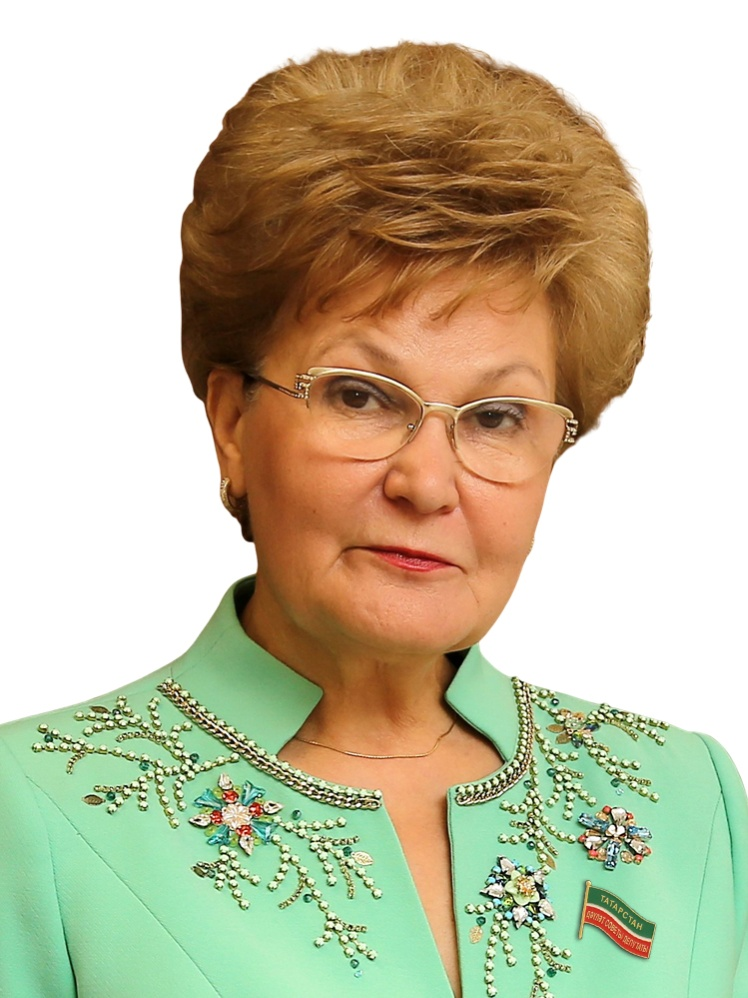
Tatjana Petrowna Larionowa

Tatjana Petrowna Larionowa (russisch Татьяна Петровна Ларионова; * 2. Juli 1955 in Kasan, RSFSR, UdSSR) ist eine russische Politikerin und Duma-Abgeordnete seit 2021.

## Leben
Larionowa studierte "Russische Sprache und Literatur" an der Kasaner Staatlichen Lenin-Universität (heute Kasaner Föderale Universität). 
Von 1983 bis 1991 war als Ausbilderin, stellvertretende Leiterin, Leiterin der Propagandaabteilung und anschließend zweite Sekretärin des Parteikomitees in Kasan tätig. Zwischen 1991 und 2001 bekleidete sie verschiedene Positionen in der Kommunalverwaltung von Kasan, unter anderem mit dem Schwerpunkt auf Jugendarbeit und soziale Sicherung bevor sie die Leitung des Ministeriums für Sozialschutz der Republik Tatarstan übernahm.
Seit März 2010 war Larionowa Assistentin des Präsidenten der Republik Tatarstan in sozialen Fragen.
Von 2014 bis 2021 saß sie als Abgeordnete im Landesparlament von Tatarstan. 
Bei der Parlamentswahl in Russland 2021 wurde sie als Duma-Abgeordnete gewählt.